# Хотел „Авала” у Београду
Хотел Авала у Београду се налази на платоу испред комплекса стаза и степеништа који се у благом успону уздижу ка врху Авале и споменику Незнаном јунаку. Представља непокретно културно добро као споменик културе.
Саграђен 1928. године према пројекту руског архитекте Виктора Лукомског, на захтев краља Александра Карађорђевића, за потребе Министарства шумарства и водопривреде. Састоји се од високог двоспратног блока са улазом и нижих, широко развијених анекса који се степенасто пружају низ авалску падину. Сведена српско-византијска декорација (венци, стубови, капители, архиволте) огледа се у доминацији лучних тремова и отвора, елементима националног стила.
Модеран раван кров, као и инсистирање на правилним правоугаоним отворима неутралних зидних платана, утиснуло је знатно савременији градитељски лик овом објекту. На северној страни објекта, на огради степеништа за терасу, налазе се две велике фигуре сфинги од вештачког камена, рад руског вајара Владимира Загородњука.
Хотел Авала је објекат значајних архитектонских и културно-историјских вредности. Представља успешан спој елемената модернизма у обради фасада и традиционалних српских мотива позајмљених из средњовековног градитељског репертоара.

## Занимљивости
Хотел „Авала” је због својих великих тераса с панорамским погледом, врло брзо након изградње постао веома популаран међу Београђанима. У ресторану хотела често су приређивани свечани пријеми и ручкови за чланове званичних делегација који су посећивали Споменик Незнаном јунаку.
У време изградње хотел „Авала” је био у власништву Министарства шума Краљевине Југославије, а његов хотелијер је био Лазар Марковић.